# Lalo Kubala
Eduardo Jiménez Pérez, que firma como Ladislao o Lalo Kubala es un historietista español (Valencia, 1964), que publicó semanalmente en la revista española El Jueves.

## Biografía
Licenciado en Bellas Artes, Eduardo Jiménez inició su trayectoria como dibujante en diversos fanzines durante los años 90, como Kovalski Fly".
En abril de 1999, inició su colaboración con el semanario de humor «El Jueves» con la serie «Umberto Cebolla y los grandes inventos de la Humanidad», que ocupaba media página y permaneció hasta otoño de 2000. Le siguió «Leyendas Urbanas», una serie basada en el libro homónimo de Antonio Ortí y Josep Sampere, ocupando una página entera, serie que se mantuvo hasta otoño de 2001.
Desde entonces se centró en su serie definitiva, «Los bonitos recuerdos de Palmiro Capón», por la cual obtuvo en 2009 el premio «al mejor guion de historieta de humor» en los XXXIII Premios Diario de Avisos (2009).

## Recopilatorios
| Años      | Título                                                 | Tipo       | Publicación                                             |
| --------- | ------------------------------------------------------ | ---------- | ------------------------------------------------------- |
| 1994      | Palmiro Capón y amigos                                 | Monografía | Los 4 Fanáticos, núm. 1                                 |
| 1998      | Federico Ventosa                                       | Serie      | Rock Sí                                                 |
| 1998      | Palmiro Capón                                          | Serie      | Kovalski Fly, El Jueves (2001-2011)                     |
| 1998      | Ciencias Naturales                                     | Monografía | El Pregonero, núm. 30                                   |
| 1999      | Umberto Cebolla y los grandes inventos de la Humanidad | Serie      | El Jueves                                               |
| 2000-2001 | Leyendas Urbanas                                       | Serie      | El Jueves                                               |
| 2000      | Federico Ventosa                                       | Monografía | Coca Films                                              |
|           | El coleccionista de uñas                               | Monografía | Ediciones El Jueves                                     |
|           | El Jueves y los 70. Los mejores años de tu vida        | Monografía | Ediciones El Jueves/RBA                                 |
| 2006      | Federico Ventosa, Ventosidades Urbanas                 | Monografía | Ediciones El Jueves: «Los inéditos del Jueves»          |
|           | Los Bonitos Recuerdos de Palmiro Capón                 | Monografía | Ediciones El Jueves: Colección «Luxury Gold Collection» |